# Batalla del Ager Falernus
La batalla del Ager Falernus (217 a. C.) tuvo lugar durante la segunda guerra púnica entre Cartago y la República romana. Tras su victoria en el lago Trasimeno, el ejército de Aníbal marchó hacia el sur y llegó hasta Campania. Los cartagineses se trasladaron hasta el Ager Falernus, un fértil valle de río rodeado de montañas. 
Quinto Fabio Máximo, que había sido elegido dictador y comandante de las fuerzas romanas tras la desastrosa derrota anterior, esquivó a Aníbal y siguió la estrategia de luchar solo bajo condiciones favorables (lo que se denominaría estrategia fabiana). Ocupó todos los vados del río y los pasos de montaña, encerrando a los cartagineses en el interior. Por su parte, y después de haber agotado todo el grano, ganado y suministros del territorio, Aníbal demostró unas brillantes tácticas militares para provocar a los romanos para que dejasen libre uno de los pasos de montaña. 
A pesar de las protestas de sus oficiales, Fabio, que estaba cerca de uno de los pasos con sus fuerzas principales, se opuso a atacar al ejército cartaginés de frente y prefirió esperar a desgastarlos dentro del valle sin comida ni agua. Sin embargo, el ejército cartaginés logró escapar sin daños.

## Situación estratégica
La derrota de las tropas romanas en la batalla del Lago Trasimeno había eliminado al ejército consular romano que bloqueaba el paso directo de Aníbal hacia Roma. El otro ejército consular, al mando de Cneo Servilio Gémino, se encontraba al otro lado de los montes Apeninos, cerca de Arminium. Esta fuerza había perdido la mayor parte de sus tropas de reconocimiento cuando su caballería, compuesta de 4000 hombres, fue destruida en una emboscada por el comandante cartaginés Maharbal, inmediatamente después de la batalla del Trasimeno.

### Movimientos de Aníbal en el centro de Italia
El motivo por el cual Aníbal no marchó hacia Roma se desconoce, al igual de qué habría pasado si lo hubiera hecho inmediatamente tras la batalla del Lago Trasimeno. En cualquier caso, el ejército cartaginés marchó hacia Umbría, a través de Perugia. Si bien Tito Livio comenta que hubo un asedio fallido sobre Spoletum, una colonia latina, Polibio no lo menciona, y es probable que sólo se tratase de algunos hostigadores separados del ejército principal. Aníbal, mientras asolaba la región, marchó a través del Piceno hacia la costa del Adriático, alcanzando Herita 10 días después de haber partido del lago Trasimeno. En ese lugar Aníbal dio descanso a su ejército, que por entonces sufría de escorbuto, y reequipó a sus tropas libias y africanas con los equipamientos capturados a los romanos, para luego reentrenarlas. Por otra parte, utilizando el vino de baja graduación como medicamento, fue capaz de curar los caballos de su ejército.

## Preludio

### Preparaciones romanas
El Senado y el Pueblo de Roma, al darse cuenta de la gravedad de la situación, decidieron elegir a un dictador que dirigiese al ejército romano. Por otro lado, y al haber muerto uno de los dos cónsules anuales, estando el otro fuera de Roma con su ejército, el dictador fue elegido en lugar de nominado. Quinto Fabio Máximo, miembro de la gens Fabia, cónsul en 233 a. C. y 228 a. C. y censor en 230 a. C. fue elegido como dictador. Por otro lado, normalmente el propio dictador elegía a su magister equitum (jefe de caballería), pero en su caso Fabio recibió la nominación de Marco Minucio Rufo, un plebeyo, en un gesto inusual.
Fabio comenzó a trabajar en la restauración de la moral del pueblo romano, así como de las defensas de la ciudad. Las murallas fueron reparadas y Minucio fue encargado de reclutar dos legiones romanas y dos aliadas, así como unidades de caballería auxiliar. Las ciudades latinas sin murallas recibieron órdenes de ser abandonadas, y sus habitantes se desplazaron a ciudades con protección. Además, algunos puentes fueron tirados abajo para dificultar el cruce a los cartagineses.
Fabio se tomó un cuidado muy meticuloso en la observación de todos los procedimientos religiosos vinculados a los asuntos de estado, así como de todos los procedimientos civiles, con la finalidad de incrementar la moral de la ciudad, tras haber culpado a la derrota anterior precisamente de la inobservancia de estas cuestiones.
Una vez quedó claro que Aníbal no marchaba contra Roma, Fabio ordenó al ejército de Servilio que avanzase al Lacio, y él mismo abandonó Roma para tomar el control. Luego se unió al recién reclutado ejército de Minucio y marchó a lo largo de la vía Apia hacia Apulia.

### Adopción de la estrategia fabiana
Aníbal, mientras tanto, marchó en dirección sur. Su ejército, descansado, con la salud recuperada y reentrenado y reequipado, fue dejando un rastro de desolación a lo largo de la Italia central a medida que asediaban la zona para tomar el grano, el ganado, las provisiones y suministros que necesitaban durante su marcha. Aníbal siguió la planicie costera y luego se dirigió al oeste. Ya cerca de Arpi, el ejército Romano a las órdenes de Fabio tomó contacto con el ejército cartaginés y acampó en Aecae, a seis millas del campamento enemigo. Aníbal sacó a su ejército y ofreció batalla, pero Fabio permaneció en su campamento.
Durante los siguientes meses Fabio utilizó la táctica que sería conocida más adelante como estrategia fabiana, y que le supondría ganar el sobrenombre de El Retrasador o el Contemporizador. Daba igual qué tipo de provocación emplease Aníbal, el ejército romano siempre se negaba a entrar en enfrentamiento abierto, vigilaba a los cartagineses desde la distancia y maniobraba para controlar el terreno elevado y eliminar con ello cualquier ventaja que la caballería cartaginesa pudiera tener. Por su parte, los destacamentos de aprovisionamiento romanos siempre salían cubiertos por columnas de infantería y caballería. Con ello, los destacamentos de aprovisionamiento cartagineses se encontraban en desventaja y eran atacados siempre que ello fuera posible.
Con esta estrategia, Fabio dejó la iniciativa en la contienda a Aníbal: aunque no fue capaz de detenerle en el saqueo y destrucción de propiedades romanas, consiguió que su ejército ganase experiencia de combate y permaneciese intacto. Además, la amenaza de la intervención del ejército de Fabio permitió que sus aliados latinos no tuviesen tentaciones de pasarse al enemigo.

### Los cartagineses en Ager Falernus
Aníbal marchó al oeste, hacia el Samnio, y luego se desplazó a Benevento, asolando los territorios por los que pasaba. Fabio siguió cautelosamente a Aníbal, manteniendo a sus tropas en terreno elevado frente al enemigo. Desde Benevento, que cerró sus puertas al ejército cartaginés, Aníbal se dirigió al norte, a capturar una ciudad cuyo nombre pudiera ser Venosia o Telesia. Desde ahí, Aníbal atacó en dirección sudoeste a través de Allifae, Callifae, cruzando el río Volturno hacia Cales y luego hacia la llanura cerca de Casilinum. Aníbal dio rienda suelta a sus soldados en esas tierras tan ricas, y a lo largo del verano recogió un rico botín de ganado, grano, suministros y prisioneros.
Aníbal entró en la trampa bien porque sus guías confundieron Canusium con Casilinum, o bien porque los prisioneros de Campania sugirieron que Capua pudiera cambiar de bando si los cartagineses llegaban a esa región, cosa que no llegó a ocurrir.

### Fabio atrapa a Aníbal
Ager Falernus se extendía al sur del Lacio y al norte de Capua. Fabio reforzó Casilinum y Cales al sur de Ager Falernus. Minucio tomó una posición al norte de la planicie para poder vigilar tanto la vía Latina como la vía Apia, y Taenum también fue reforzado con una guarnición. El ejército principal romano acampó cerca del monte Másico, al norte de la llanura que se encontraba al oeste de la posición de Minucio, y preparado para salir en defensa de su posición.
Se envió un destacamento de 4000 hombres para vigilar los puertos de montaña del monte Calícula hacia el este de la llanura cercana a Alifae, uno de los posibles pasos a través de los que Aníbal podría haber entrado en la llanura (la ubicación exacta se desconoce y sigue siendo debatida). Con ello, los romanos lograron encerrar a los cartagineses en la llanura, atrapándoles.
Aunque había ocho posibles rutas para salir del Ager Falernus, cinco de ellas quedaban bloqueadas por encontrarse todos los puentes del río Volturno en manos romanas. Por ello, había tres posibilidades de escape para Aníbal. Parecía que Aníbal solo podía atacar la posición romana directamente para escapar, y que la única cuestión que quedaba en el aire era si elegiría esa peligrosa maniobra antes o después de haberse quedado sin suministros.

## La batalla

### Situación inicial

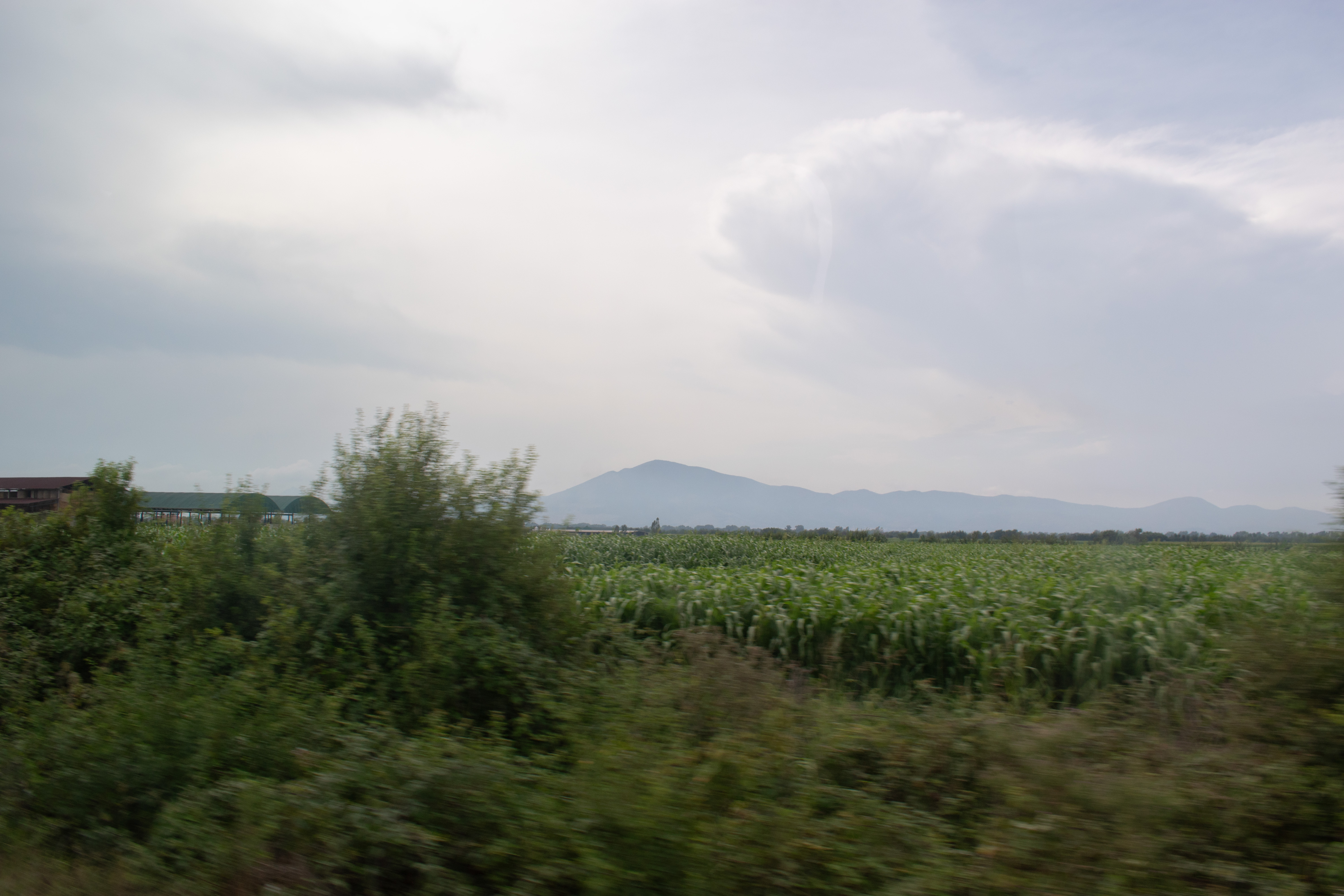
El aspecto actual del área donde la batalla habría tenido lugar, con el Monte Másico en el fondo.

Fabio, mientras tanto, había vuelto a Roma para hacerse cargo de una serie de deberes religiosos. Además de esa excusa formal, Fabio necesitaba visitar la ciudad para poder defender su estrategia militar, puesto que los daños que Aníbal estaba causando en las propiedades romanas empezaba a hacer mella en los terratenientes de la aristocracia.
Aníbal, una vez que hubo completado su misión de saqueo, decidió dejar la llanura, eligiendo no pasar el invierno ahí. Los romanos, guiados por Fabio, seguían negándose a atacar a pesar de las provocaciones que les enviaran. Aníbal, por su parte, no deseaba sufrir muchas bajas en un enfrentamiento frontal contra los campamentos fortificados romanos ubicados en las zonas más altas. Por lo tanto, el ejército cartaginés se desplazó al este, a través del paso cerca del monte Calícula, por el cual habían entrado a la llanura. Fabio anticipó el movimiento y bloqueó el paso con 4000 hombres, acampando cerca con el ejército principal. Minucio se unió al ejército con su contingente.
Aníbal, por su parte, se preparó cuidadosamente para romper la trampa en la que estaba metido. El día antes de la batalla hizo comer a sus hombres una buena cena y les hizo irse a dormir temprano mientras que dejaban encendidas las hogueras de los campamentos. Se seleccionaron 2000 bueyes de entre el ganado capturado, junto con 2000 no combatientes que guiaran al ganado y 2000 soldados de infantería que guardasen al grupo. En los cuernos de los bueyes se ataron maderos secos y ramas en forma de antorchas. Un oficial llamado Asdrúbal, que se encontraba al cargo de los suministros del ejército (el mismo que dirigiría a la caballería pesada en Cannas), supervisó toda la operación.
Bajo el campamento de Fabio en el este, y al noroeste del paso, a los pies del monte Calícula, había una elevación. Los lanceros cartagineses debían capturar ese risco y mantenerlo.
Por otra parte, Apiano (Historia de Roma 7.3.14) cuenta que Aníbal ejecutó a 5000 prisioneros para que no provocasen problemas antes de la partida, si bien el incidente no lo menciona ni Polibio ni Tito Livio.

### Enfrentamiento
En la hora establecida, después de que la tercera parte de la noche hubiera transcurrido, el ejército cartaginés se movilizó y se preparó para la marcha lo más silenciosamente posible. Las fuerzas escogidas con el ganado marcharon hacia su destino, y cuando se acercaron lo suficiente encendieron las maderas y antorchas atadas a los cuernos de los bueyes. Los bueyes, asustados, corrieron en estampida, provocando un gran estruendo que, junto con las llamas, atrajo la atención de los romanos ubicados en el campamento de Fabio, al igual que del destacamento que guardaba el paso. Las reacciones de estas fuerzas fue muy distinta.
Fabio se negó a salir a pesar de los ruegos de sus oficiales y de su segundo al mando. El ejército romano permaneció en guardia, pero no salió a enfrentar al enemigo. Fabio no deseaba luchar una batalla nocturna, temiendo algún truco púnico que buscase hacer luchar a los romanos en una batalla sobre terreno desigual, y en donde la infantería romana perdería ventaja al estar dispersas sus filas y la comunicación. La fuerza romana de defensa del paso, sin embargo, sí que se lanzó al ataque sobre lo que pensaban que era el ejército cartaginés que intentaba sobrepasar su posición para escapar.
Tan pronto como los romanos abandonaron su posición, el ejército principal de Aníbal abandonó el campamento. La infantería africana iba en cabeza, la caballería y el ganado les seguían y los aliados celtas e iberos cerraban la marcha. El ejército atravesó el paso sin problemas, puesto que Fabio no salió a su encuentro. Por su parte, la fuerza romana que atacaba a la avanzadilla cartaginesa se vio descolocada cuando se encontraron con el ganado, que salió en estampida, rompiendo sus líneas, con lo que los lanceros cartagineses pudieron emboscarles. Cuando ya empezaba a amanecer, apareció una unidad de iberos, expertos en la guerra de montaña, que mató a más de 1000 romanos y lograron rescatar a los lanceros y no combatientes cartagineses, así como a parte del ganado.

## Hechos posteriores
La imagen política de Fabio comenzó a desgastarse a partir de este incidente, que supuso un incremento en Roma del descontento con respecto a sus tácticas militares. Aníbal, tras escapar de la trampa en la que se había metido, marchó al este hacia Apulia, arrasando las propiedades romanas a voluntad. Fabio, por su parte, siguió manteniendo una cautelosa táctica de seguimiento, a la vez que ordenaba quemar ciudades y arrasar los campos que se encontrasen al paso de Aníbal, en una táctica de tierra quemada. Aníbal, al contrario que los romanos, no contaba con una cadena de suministros para su ejército, por lo que la táctica de Fabio le quitaba los recursos a los que podía acceder y se vio obligado a abandonar la zona. Marchó al este, a través del Samnio y hacia Apulia, y eligió la ciudad de Geronium como su base invernal. Los cartagineses volverían a hacer daño al ejército romano en la batalla de Geronium.

## Importancia de la batalla
La batalla en sí fue más pequeña que la batalla del Ticino. Aunque Fabio no cayó en las trampas preparadas por Aníbal, su fuerza de bloqueo sí que lo hizo. Leonard Cottrell, en su libro Hannibal: Enemy of Rome, escribió que el truco fue diseñado para ser reconocido por Fabio como tal. Aníbal supuestamente habría estudiado la mente de su oponente y preparó un plan para hacerle actuar exactamente como Aníbal necesitaba que lo hiciese. Fabio pensó que Aníbal intentaba hacerle luchar una batalla nocturna en territorio desigual, en donde la infantería romana perdía sus mayores ventajas, la disciplina y el trabajo en equipo, y que su formación se vería desorganizada. Dado que Aníbal estaba eligiendo la hora y el lugar del enfrentamiento, era muy posible que tuviese preparadas otras sorpresas para ganar más ventaja a los romanos, por lo que Fabio hizo lo que Aníbal esperaba, es decir, nada.
Por su parte, los romanos que guardaban el paso y que no tenían a Fabio para dirigirles, pensaron que hacían su trabajo cuando salieron a evitar la huida cartaginesa. Una vez más, actuaron como Aníbal había anticipado.    
Parece ser que ambos comandantes seguían de alguna forma una de las observaciones de Sun Tzu: «Una batalla que se evita no puede perderse». Fabio, que había evitado una batalla campal con Aníbal se encontraba con este, que ahora tenía que hacer lo mismo porque habría tenido que asaltar las posiciones fortificadas romanas directamente. B. H. Liddell Hart observa en sus libros Strategy y Great Captains Unveiled que los mejores generales normalmente entendían el concepto de economía de la fuerza y el valor de las aproximaciones indirectas, así como las implicaciones de otra de las observaciones de Sun Tzu: «Conoce a tu enemigo y conócete a ti mismo, y la victoria será tuya». Aníbal demuestra todos estos factores en su planeamiento, implementación y orquestación de este pequeño pero significativo episodio.
Otro año haría otra demostración devastadora de sus habilidades en un lugar llamado Cannas. Además, una operación nocturna como esa necesita siempre de una buena disciplina y control, algo que los cartagineses demostraron con creces en este episodio.

### Otras lecturas
- Delbruck, Hans (1990). Warfare in Antiquity, vol. 1. University of Nebraska Press. ISBN 0-8032-9199-X.
- Dodge, Theodore A. (1891). Hannibal. Da Capo Press. ISBN 0-306-81362-9.
- Lancel, Serge (1997). Carthage A History. Blackwell Publishers. ISBN 1-57718-103-4.
- Tito Livio (1972). The War With Hannibal. Penguin Books. ISBN 0-14-044145-X.
- Warry, John (1993). Warfare in the Classical World. Salamander Books Ltd. ISBN 1-56619-463-6.

- Datos: Q999235